# Пруглов Григорій Тимофійович
Григорій Тимофійович Пруглов (28 липня 1916, Катеринослав — дата смерті невідома) — український радянський скульптор; член Спілки радянських художників України.

## Біографія
Народився 28 липня 1916 року в місті Катеринославі (нині Дніпро, Україна). 1935 року закінчив Дніпропетровське художнє училище; 1941 року — Київський художній інститут, де навчався у Макса Гельмана, Леоніда Шервуда.
Мешкав у Києві і будинку на вулиці Володимирській, № 4, квартира № 12.

## Творчість
Працював в галузі станкової скульптури. Серед робіт:
- «Герой Радянського Союзу Григрій Варава» (1945);
- «Чотириразовий Герой Радянського Союзу Георгій Жуков» (1946);
- «Прапор Перемоги» (1946);
- «Пушкін і Гоголь» (1957);
- «Космонавт Андріян Ніколаєв» (1966).

Брав участь у республіканських та всесоюзних виставках з 1945 року